# 217 v.Chr.
Het jaar 217 v.Chr. is een jaartal volgens de christelijke jaartelling. 

## Gebeurtenissen

### Carthago
- Publius Cornelius Scipio I landt met versterkingen bij de Spaanse kust, de Romeinse vloot verslaat de Carthagers op de rivier de Ebro.

### Italië
- Gaius Servilius Geminus en Gaius Flaminius zijn consul van het Imperium Romanum.
- Aan het begin van de Tweede Punische Oorlog voeren de Romeinen de cultus van de Olympische goden in.
- Tijdens de Saturnalia, een Romeinse feestdag ter ere van de god Saturnus is er volledige gelijkheid tussen slaaf en meester.
- Hannibal Barkas steekt met het Carthaagse leger de Apennijnen over en trekt plunderend door Etrurië.
- 24 juni - Slag bij het Trasimeense Meer: Hannibal vernietigd in Umbrië het Romeinse leger onder Gaius Flaminius. De Romeinen worden in een hinderlaag gelokt, 15.000 legionairs sneuvelen in de strijd. De Gallische cavalerie neemt Gaius Flaminius gevangen en wordt onthoofd.
- In Rome wordt Quintus Fabius Maximus Cunctator ("de Draler") door het volk tot dictator verkozen. Hij vermijdt een directe confrontatie met Hannibal en kiest voor de tactiek van de "verschroeide aarde".
- Hannibal plundert de vruchtbare landstreken Apulië en Campanië. Vergezeld door zijn Gallische bondgenoten maakt hij een triomfantelijke intocht in Capua, op de enige overlevende olifant.
- Winter - Hannibal wordt gedwongen in Zuid-Italië te bivakkeren zonder bevoorrading, het Carthaagse leger is uitgeput en uitgehongerd.
- De Griekse wiskundige Archimedes berekent in Syracuse, de som van infiniment petits en nombre illimité: de integraalrekening.

### Perzië
- Ptolemaeus IV Philopator verslaat in Palestina, in de slag bij Raphia (Gaza), Antiochus III de Grote en moet zich terugtrekken naar de stad Antiochië. Hier sluit hij een vredesverdrag met Egypte.

## Geboren
- Seleucus IV Philopator (~217 v.Chr. - ~175 v.Chr.), koning van het Seleucidenrijk (Syrië)

## Overleden
- Gaius Flaminius, Romeins consul en veldheer